# Friedrich Feigl
Friedrich Feigl (auch Fritz Feigl; geboren 6. März 1884 in Prag, Österreich-Ungarn; gestorben 17. Dezember 1965 in London) war ein deutsch-jüdischer Maler in Prag und London.

## Leben

### Herkunft und Jugend
Friedrich Feigl wurde in einer deutschsprachigen jüdischen Familie in der Prager Dusni-Straße geboren, am Übergang von der Altstadt zum jüdischen Viertel. Seine Eltern waren Josef Feigl (1846–1905) und Julie, geborene Busch, (1849–1905). Sein Bruder Ernst (1887–1957) wurde später ein Dichter und sein jüngster Bruder Hugo Feigl (1889–1961) Galerist. Ihr gebildeter Vater zog die Kinder kulturell interessiert auf.
Friedrich Feigl besuchte das Altstädter Gymnasium in Prag (Mitschüler war Franz Kafka, dessen einziges zu Lebzeiten gezeichnete Porträt von Feigl stammt). Ab 1904 besuchte er die Prager Kunstakademie und wurde dort von den Professoren Vlaho Bukovac und Bohumír Roubalík ausgebildet. Im Frühjahr 1905 wurde er wegen „kunstrevolutionärer Umtriebe“ von dort verwiesen.
Danach studierte er in Antwerpen und Paris.

### Künstlerische Tätigkeiten in Prag, Berlin und Wien
Anschließend kehrte Friedrich Feigl nach Prag zurück, wo er sich mit anderen jungen Künstlern im Café Union zusammenfand. Dort wurde die Entscheidung getroffen, eine Gruppenausstellung unter dem Titel „Osma“ zu veranstalten. Arno Pařík, der Kurator der Ausstellung, bemerkte: 

„„Die jungen Künstler waren entschlossen mit dem Dogma der Nachahmung der Natur zu brechen und rangen mit den neuen Problemen von Farbe und Form. Ihre erste Ausstellung wurde im April 1907 eröffnet mit Arbeiten von Feigl, Max Horb, Willi Nowak, Emil Filla, Antonín Procházka, Bohumil Kubišta, Otakar Kubín und Emil Artur Pittermann. Die Ausstellung verursachte einen Skandal in Prag. Die einzige positive Kritik kam von Max Brod.““

1910 heiratete Friedrich Feigl. Anschließend zog er mit seiner Frau kurzzeitig nach Berlin, wo er an der Ausstellung der Berliner Secession 1911 und 1912 teilnahm. Seine erste Einzelausstellung fand 1912 in der Galerie von I. B. Neumann statt.
Danach fokussierte er sich nun vor allem auf graphische Kunst, illustrierte Bücher von Dostojewski und Balzac sowie eine Anthologie jüdischer Schriftsteller (Das Ghettobuch) (in welcher Stadt?). 1918 war Friedrich Feigl Mitbegründer der Gruppe „Freie Bewegung“ in Wien. 1921 komplettierte er eine Sammlung von Lithografien für das „Prager Ghetto-Album“.
In den Folgejahren war er künstlerisch sehr produktiv und nahm an einigen Ausstellungen teil. Er fertigte Aquatinta- und Kaltnadelradierungen zu biblischen Themen. 1928 war er Gründungsmitglied der Prager Secession. Im Februar 1930 nahm er teil an der einzigartigen Ausstellung jüdischer Künstler des 19. und 20. Jahrhunderts, die im Fénix-Palast
am Wenzelsplatz stattfand und von seinem Bruder Hugo organisiert wurde.
Im Dezember 1932 reiste Friedrich Feigl nach Palästina, um an Illustrationen für eine Anthologie Prager jüdischer Geschichten zu arbeiten. Die Heiligen Stätten beeindruckten ihn tief und beeinflussten seinen Malstil. Nach Prag kehrte er 1933 zurück mit einer Serie von Malereien, Aquarellen und Studien. Seine letzte Ausstellung in Prag fand 1937 in der Galerie seines Bruders Hugo statt, wo er 34 Gemälde mit Motiven von Palästina und Prag präsentierte.
1937 wurden in der Nazi-Aktion „Entartete Kunst“ in Berlin neunzehn Werke von ihm  beschlagnahmt und anschließend zerstört.

### Exil in London
Bei der Invasion deutscher Truppen 1939 in Prag befand sich Feigl noch in Prag. Beim Versuch, zusammen mit seiner Frau zu emigrieren, wurde er durch die Deutschen an der Grenze verhaftet und in ein Lager in Westfalen verschleppt. Nur durch Intervention des Artist’s Refugee Committee und des britischen Konsulats in Köln konnten die Eheleute im April 1939 nach England ausreisen und sich in London ansiedeln.
Von Anfang an war Feigl involviert in das Künstlerleben der in London lebenden Exilanten aus der Tschechoslowakei. Er malte weiter, insbesondere englische Landschaften und mythologische Motive, aber auch seine von ihm favorisierten biblischen Motive sowie Szenen von Straßencafés. Er nahm regelmäßig teil an Gruppenausstellungen in der Londoner Ben Uri-Kunstgalerie, die seine Arbeiten anlässlich seines 75. und 80. Geburtstages in den Jahren 1959 und 1964 präsentierte.

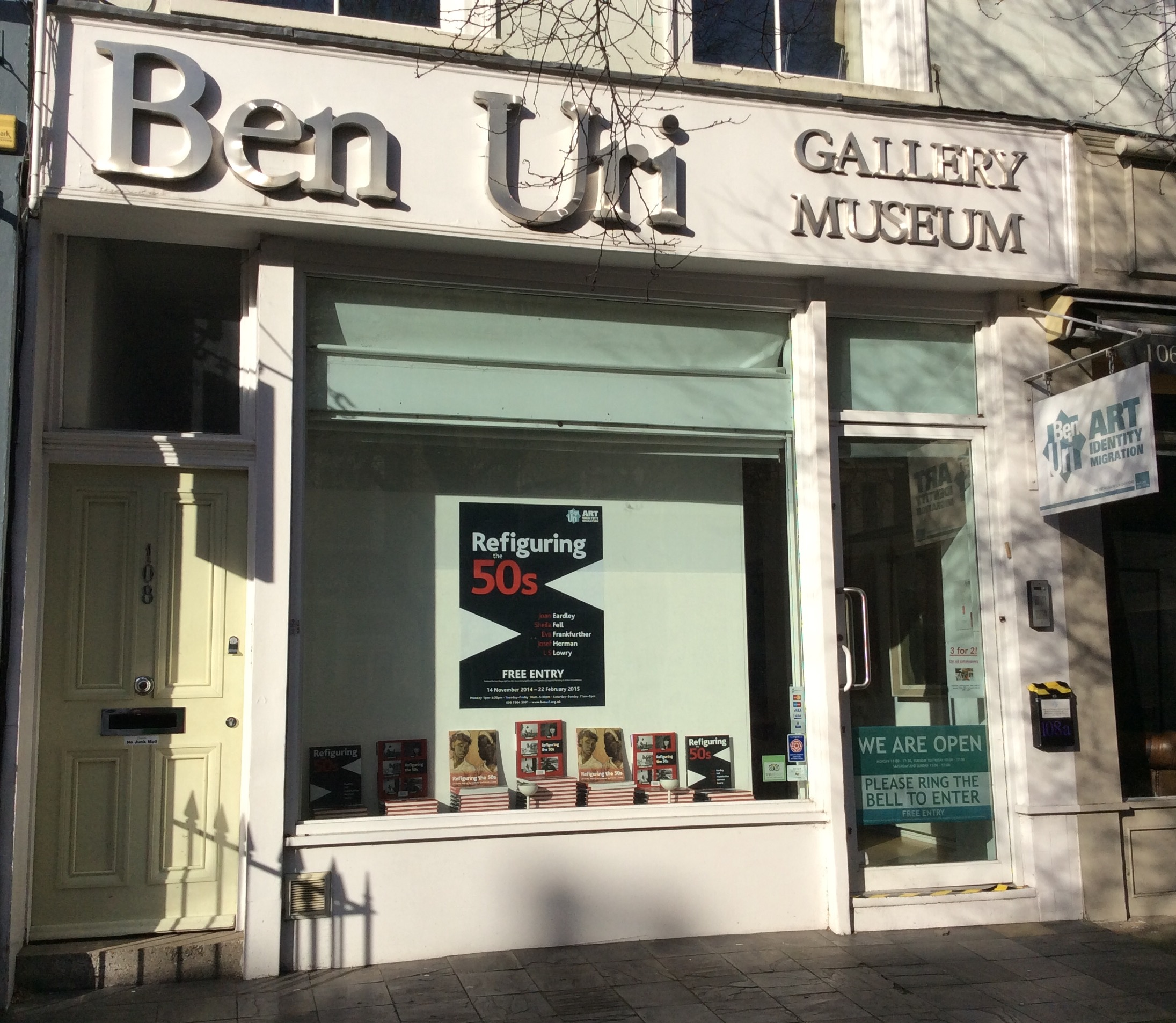
Ben Uri-Kunstgalerie

## Werk (Auswahl)

### Erhaltene Werke
Von Friedrich Feigl gibt es Gemälde und Grafiken in verschiedenen Museen und in Privatbesitz in Tschechien, Deutschland, England und weiteren Ländern. 2016 gab es eine Werkschau in Prag.
Von Friedrich Feigl stammt die einzige künstlerische Darstellung Franz Kafkas zu Lebzeiten sowie ein weiteres Porträt.
Museen
- Moderne Galerie, Prag (Bildnisse der Mutter und der Gattin des Künstlers)
- The Ben Uri Collection, London
- Berlinische Galerie, Berlin
- Kunstforum Ostdeutsche Galerie, Regensburg (Porträt Franz Kafka, 1940)[4]

### 1937 als „entartet“ beschlagnahmte und zerstörte Werke Feigls
1937 wurden in der Ausstellung Entartete Kunst in Berlin 19 Werke von Fritz Feigl aus der Anhaltischen Gemäldegalerie Dessau, den Kunstsammlungen der Stadt Düsseldorf, dem Museum für Kunst und Kunstgewerbe Stettin und dem Wallraf-Richartz-Museum Köln beschlagnahmt und anschließend zerstört. Diese stellten vor allem jüdische Themen in moderner Form dar.
Druckgrafik
- Die Auffindung des Moses (Radierung, 1925)
- Joseph wird verkauft (Radierung, 1925)
- Rebekka fällt vom Kamel (Radierung)
- Abraham verbirgt die Engel (Radierung)
- Rebekka am Brunnen (Radierung)
- Labans Tochter (Radierung)
- Potiphars Weib (Radierung)
- Erbbegräbnis (Radierung)
- Isaaks Segen (Radierung)
- Loth und seine Töchter (Radierung)
- Zum heiligen Testament
- Im Ghetto
- Landschaft. Cassis (Lithografie)

Aquarelle
- Landschaft. Wismar
- Köln
- Königswinter
- Im Café
- Stadtbild

Tafelbild
- Cassis (um 1925)

### Biographische Texte
- H. Tesan: Feigl, Friedrich. In: Allgemeines Künstlerlexikon. Die Bildenden Künstler aller Zeiten und Völker (AKL). Band 37, Saur, München u. a. 2003, ISBN 3-598-22777-9, S. 529–531.
- Feigl, Friedrich, in: Joseph Walk (Hrsg.): Kurzbiographien zur Geschichte der Juden 1918–1945. München : Saur, 1988, ISBN 3-598-10477-4, S. 88
- Feigl, Friedrich, in: Handbuch österreichischer Autorinnen und Autoren jüdischer Herkunft 18. bis 20. Jahrhundert, 2002, S. 304
- Feigl, Fred, in: Werner Röder; Herbert A. Strauss (Hrsg.): International Biographical Dictionary of Central European Emigrés 1933–1945. Band 2,1. München : Saur, 1983, ISBN 3-598-10089-2, S. 284f.

### Weitere Erwähnungen
- Ich war, ich bin, ich werde sein, Selbstbildnisse Dt. Künstler, Berlin 1968;
- Jewish Artists, The Ben Uri Collection, London 1987;
- Kunst im Exil in Großbritannien 1933 bis 1945, Berlin 1986;
- Jüdische Maler und Graphiker, Ostdeutsche Galerie Regensburg 1977 (Abb. a.d. Umschlag/Kafka);
- Die 20er Jahre II, Galerie Nierendorf, Berlin 1971;
- Berlinische Galerie Bestand der Kunstwerke 1913 bis 1933, Berlin um 1970;
- Cicerone 5 (1913) 72, mit Abb.; 6 (1914) 175;
- Die bildenden Küste (Wien), 3 (1920 21) 2 (Abb.), 4, 5 (Abb.), 72 (Abb.);
- Kunst und Künstler 12 (1914) 396, 398 (Abb.); 25 (1926/27) 108; 26 (1927 28) 413 (Abb.), 444.;
- Kunst und Kunsthandwerk (Wien), 21 (1918) 268;
- Kunst der Zeit, 3 (1928/29) 128f., mit 2 Abbildungen (F. F., Licht als Medium des Raumes);
- Kunstchronik, N. F. 24 (1912/13) 307.